# Van Hoof Groep

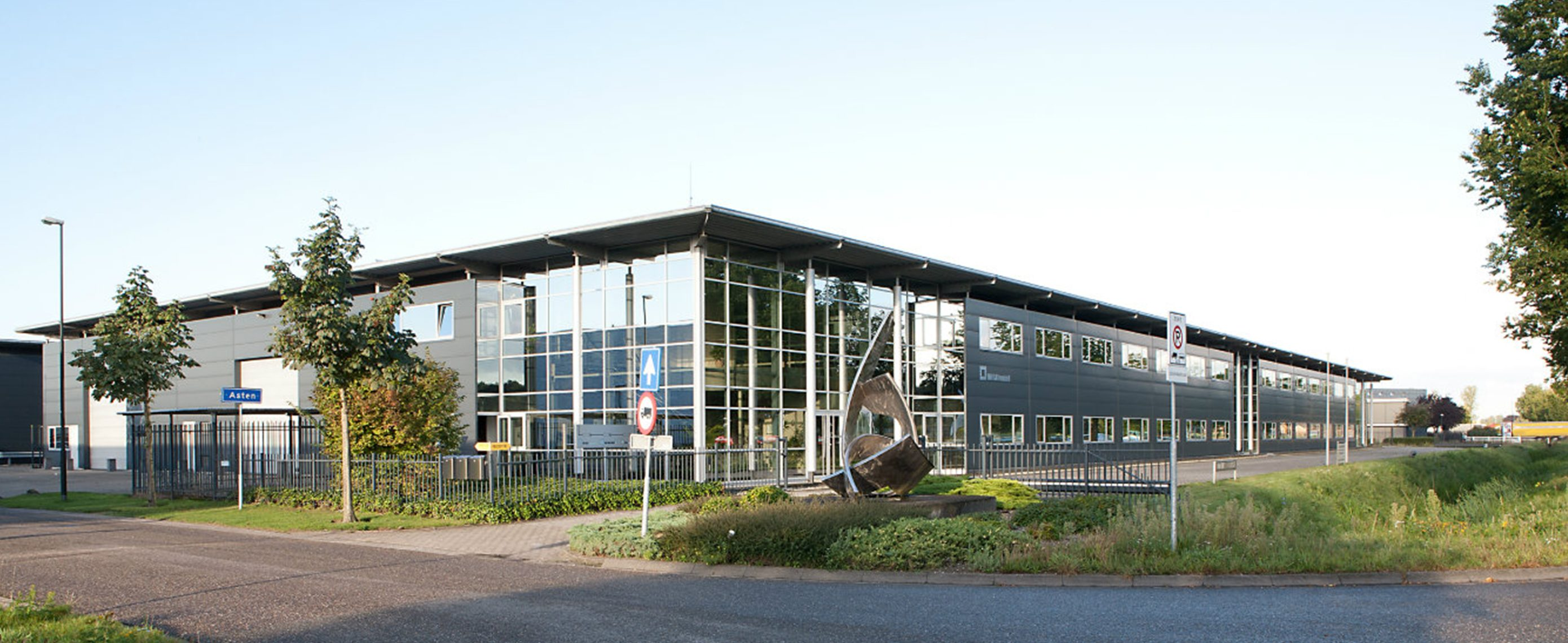
Bedrijfspand Van Hoof Groep

Van Hoof Groep is een familiebedrijf uit de Nederlandse provincie Noord-Brabant dat toeleverancier is in de metaalindustrie en is co-engineer van o.a. bedrijven als ASML, Siemens en Bosch. De groep bestaat uit de dochterbedrijven HMF Nederland, Van Eijk Transmissie en Nima Speciaalwerk. Het hoofdkantoor zetelt in Asten en de organisatie telt circa 100 werknemers.

## Geschiedenis

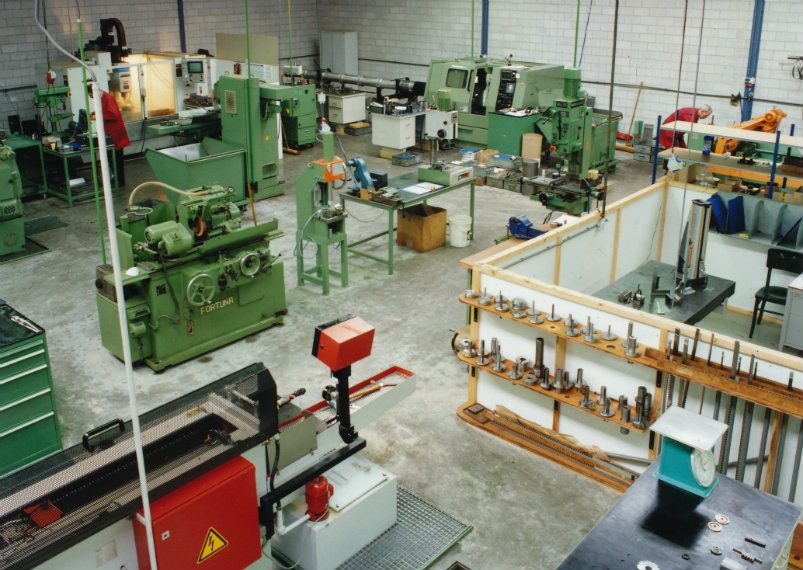
Van Eijk Transmissie 1993

Oprichter Frans van Hoof had een achtergrond als gereedschapsmaker en financieel adviseur en startte in 1987 vanaf zijn zolderkamer in Riethoven een eigen bedrijfsadviesbureau. Twee jaar later nam hij het bedrijf Lasto uit Venray over van een van zijn klanten. Hij veranderde de naam in HMF Nederland en vestigde zich met zijn kantoor in Valkenswaard.

In 1993 richtte Van Hoof, samen met Harry van Eijk en Marius Thijs het bedrijf Van Eijk Transmissie op, dat zich vestigde in Asten. Al snel bleek door economische groei dat het pand te klein was en men verhuisde in 1996 naar een nieuw pand op het industrieterrein Nobis in Asten.
In 2001 werd Nicol van Hoof, de dochter van de oprichter, actief als directielid.
In 2004 volgde de overname van Speciaalwerk Venray, een in 1973 opgericht bedrijf dat actief was op het gebied van fijnmechanisch verspanen). Het machinepark en bijna alle medewerkers verhuisden in 2006 van Venray naar Asten.

In 2019 verhuisde ook het hoofdbedrijf HMF Nederland van Valkenswaard naar Asten.

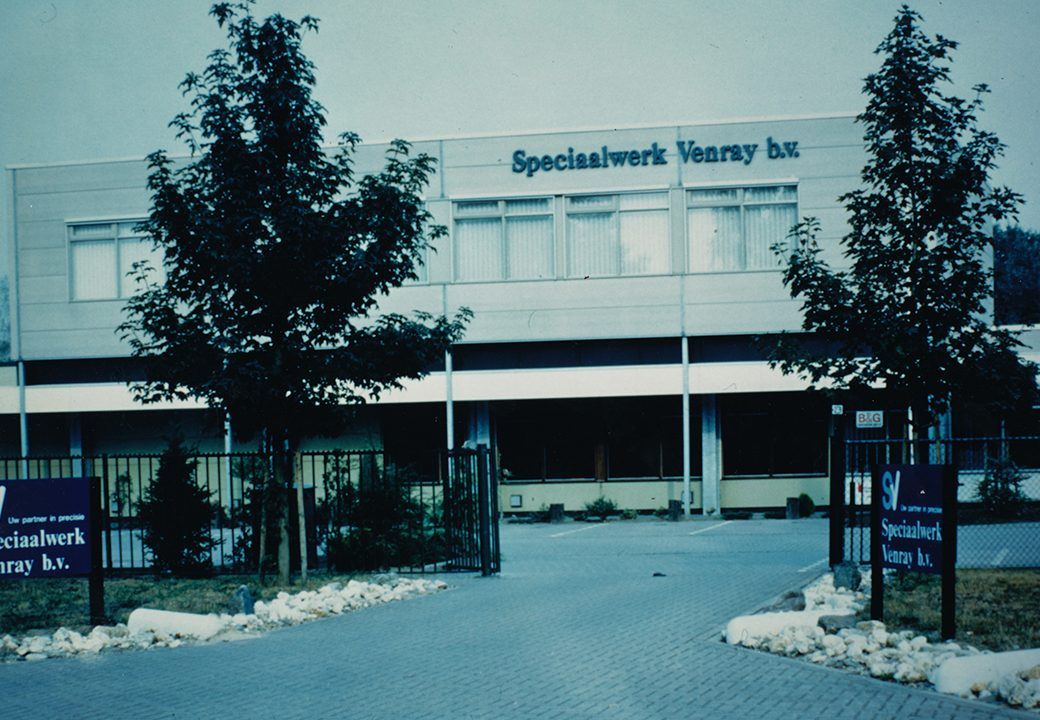
Speciaalwerk Venray b.v. 2004

## Dochterbedrijven
- HMF Nederland: Vervaardiging van metalen constructiewerken en esthetisch plaatwerk[6]
- Van Eijk Transmissie: Vervaardiging van tandwielen; vertanden, (o.a. voor windmolenbouw en machinebouw)[7]
- Nima Speciaalwerk: Algemene metaalbewerking; verspanen, Fijnmechanische industrie.[6]

## Leerbedrijf
Het bedrijf zet zich in als leerbedrijf, in samenwerking met MKBidee en Craft Education, en is bedenker van het Innovatieproject e-learning methodiek
Overweging hierbij is dat specialistische kennis bij kennisintensieve bedrijven in het MKB onvoldoende wordt overgedragen. De ontwikkelde e-learning geeft de mogelijkheid de expertkennis over hoogwaardige mechanische aandrijfcomponenten over te dragen op de nieuwe generatie.
Het bedrijf is lid van Brainport Industries College en leidt, naast het geven van voorlichting, ook MBO BBL leerlingen op in de metaalbranche.
Het bedrijf heeft in 2015, mede op initiatief van ASML, samen met een aantal ondernemers en Koninklijke Metaalunie het platform KSC (Knowledge Sharing Centre) opgericht voor kennisdeling en kennisborging.

## Prijzen
Het bedrijf ontving in 2015 de Brainport Industries College Award 2015 en in 2018 de prijs Brabants Besten 2018